# Пархомівська сільська рада (Краснокутський район)
Пархо́мівська сільська́ ра́да — адміністративно-територіальна одиниця та орган місцевого самоврядування у Краснокутському районі Харківської області. Адміністративний центр — село Пархомівка.

## Загальні відомості
- Пархомівська сільська рада утворена в 1917 році.
- Територія ради: 108,592 км²
- Населення ради: 4 153 особи (станом на 2001 рік)

## Населені пункти
Сільській раді підпорядковані населені пункти:
- с. Пархомівка
- с. Гаркавець
- с-ще Павлівка
- с-ще Степове

## Склад ради
Рада складається з 20 депутатів та голови.
- Голова ради: Сілін Євгеній Володимирович
- Секретар ради: Халіна Ольга Миколаївна

### Керівний склад попередніх скликань
| Прізвище, ім'я, по батькові | Основні відомості                                                         | Дата обрання | Дата звільнення |
| --------------------------- | ------------------------------------------------------------------------- | ------------ | --------------- |
| Сілін Євгеній Володимирович | Сільський голова, 1976 року народження, освіта вища, член Народної партії | 26.03.2006   | 31.10.2010      |
| Сілін Євгеній Володимирович | Сільський голова, 1976 року народження, освіта вища, член Партії регіонів | 31.10.2010   |                 |

Примітка: таблиця складена за даними сайту Верховної Ради України

### Депутати
За результатами місцевих виборів 2010 року депутатами ради стали:

#### За суб'єктами висування
| Суб'єкт висування                                       | Кількість обраних депутатів | %  |
| ------------------------------------------------------- | --------------------------- | -- |
| Партія регіонів                                         | 9                           | 45 |
| Політична партія Всеукраїнське об'єднання «Батьківщина» | 4                           | 20 |
| Самовисування                                           | 4                           | 20 |
| Аграрна партія України                                  | 1                           | 5  |
| Політична партія «Сильна Україна»                       | 1                           | 5  |
| Соціалістична партія України                            | 1                           | 5  |

#### За округами
| № округу                                                | Прізвище, ім'я, по батькові       | Дата визнання обраним | Освіта             | Партійна приналежність                        | Відомості про обраного депутата                      |
| ------------------------------------------------------- | --------------------------------- | --------------------- | ------------------ | --------------------------------------------- | ---------------------------------------------------- |
| Аграрна партія України                                  |                                   |                       |                    |                                               |                                                      |
| 5                                                       | Півторацький Павло Олексійович    | 01.11.2010            | незакінчена вища   | член Аграрної партії України                  | ТОВ «Трайгон Фармінг Харків», сторож                 |
| Партія регіонів                                         |                                   |                       |                    |                                               |                                                      |
| 2                                                       | Саміло Валерій Михайлович         | 01.11.2010            | вища               | позапартійний                                 | ПП «Цукровик Агро», агроном                          |
| 3                                                       | Муковоз Валентина Іванівна        | 01.11.2010            | середня спеціальна | позапартійна                                  | Пархомівське ССТ, голова правління                   |
| 8                                                       | Саморокова Тетяна Анатоліївна     | 01.11.2010            | середня            | член Партії регіонів                          | НВФ «Сінтал'Д» ТОВ, робоча                           |
| 12                                                      | Ключник Наталія Іванівна          | 01.11.2010            | вища               | позапартійна                                  | Пархомівський ДНЗ, завідувачка                       |
| 15                                                      | Домбровська Світлана Михайлівна   | 01.11.2010            | вища               | член Партії регіонів                          | ДП ДГ «Пархомівське», гол. бухгалтер                 |
| 17                                                      | Андрущенко Людмила Богданівна     | 01.11.2010            | вища               | позапартійна                                  | Пархомівська АСЛ, сімейна медична сестра             |
| 18                                                      | Рич Оксана Валентинівна           | 01.11.2010            | вища               | позапартійна                                  | Пархомівська загальноосвітня школа, вчитель біології |
| 19                                                      | Масенко Тетяна Вікторівна         | 01.11.2010            | вища               | член Партії регіонів                          | Пархомівська сільська рада, завідувачка ВОБ          |
| 20                                                      | Несторенко Любов Олексіївна       | 01.11.2010            | вища               | член Партії регіонів                          | ДП ДГ «Пархомівське», завідувачка складом            |
| Політична партія Всеукраїнське об'єднання «Батьківщина» |                                   |                       |                    |                                               |                                                      |
| 1                                                       | Борщ Павло Федотович              | 01.11.2010            | середня            | позапартійний                                 | тимчасово не працює                                  |
| 6                                                       | Лисенко Тетяна Миколаївна         | 01.11.2010            | вища               | позапартійна                                  | ДП ДГ «Пархомівське», гол.економіст                  |
| 13                                                      | Середа Юрій Андрійович            | 01.11.2010            | вища               | позапартійний                                 | песіонер                                             |
| 14                                                      | Матющенко Наталія Володимирівна   | 01.11.2010            | середня спеціальна | член Всеукраїнського об'єднання «Батьківщина» | пенсіонер                                            |
| Політична партія «Сильна Україна»                       |                                   |                       |                    |                                               |                                                      |
| 9                                                       | Стецюра Сергій Петрович           | 01.11.2010            | вища               | член Політичної партії «Сильна Україна»       | ДП ДГ «Пархомівське», гол. інженер                   |
| Соціалістична партія України                            |                                   |                       |                    |                                               |                                                      |
| 11                                                      | Єрошенко Наталя Володимирівна     | 01.11.2010            | вища               | член Соціалістичної партії України            | тимчасово не працює                                  |
| Самовисування                                           |                                   |                       |                    |                                               |                                                      |
| 4                                                       | Квітчатий Олександр Олександрович | 10.01.2011            | вища               | позапартійний                                 | тимчасово не працює                                  |
| 7                                                       | Москаленко Світлана Леонідівна    | 01.11.2010            | вища               | позапартійна                                  | Пархомівська загальноосвітня школа, директор         |
| 10                                                      | Масенко Анатолій Іванович         | 10.01.2011            | вища               | позапартійний                                 | Пархомівська сільська рада, землевпорядник           |
| 16                                                      | Халіна Ольга Миколаївна           | 01.11.2010            | вища               | позапартійна                                  | Пархомівська сільська рада, секретар                 |